# 전라남도농업기술원
전라남도농업기술원(全羅南道農業技術院, Jeollanam-do Agricultural Research & Extension Service)은 전라남도의 농업발전과 농촌진흥사업을 추진하기 위하여 전라남도청 산하에 설치된 직속기관이다.
농업기술원장은 나급 상당의 일반직 고위공무원으로 보한다.

## 연혁
- 1909년 2월: 전라남도광주종묘장 설치
- 1910년 10월: 전라남도종묘장으로 변경
- 1932년 10월: 전라남도농사시험장으로 변경
- 1949년 1월: 전라남도농업기술원으로 변경
- 1957년 5월: 전라남도농사원으로 변경
- 1962년 4월: 전라남도농촌진흥원으로 변경
- 1998년 12월: 전라남도농업기술원으로 변경

## 조직
원장
- 운영지원과
- 연구개발국
- 기술지원국

산하기관
- 과수연구소
- 차산업연구소
- 축산연구소
- 곤충잠업연구소